# Villach
Villach (en allemand : /ˈfɪlax/ ? Écouter [Fiche]; en slovène : Beljak ; en italien : Villaco) est une ville statutaire du land de Carinthie, dont elle est la deuxième cité par le nombre d'habitants  après Klagenfurt, située dans le Sud de l'Autriche, sur les rives de la Drave. Elle est un important nœud de communication entre la région des Alpes et la mer Adriatique. Elle a été désignée Ville alpine de l'année en 1997.

## Géographie

### Situation

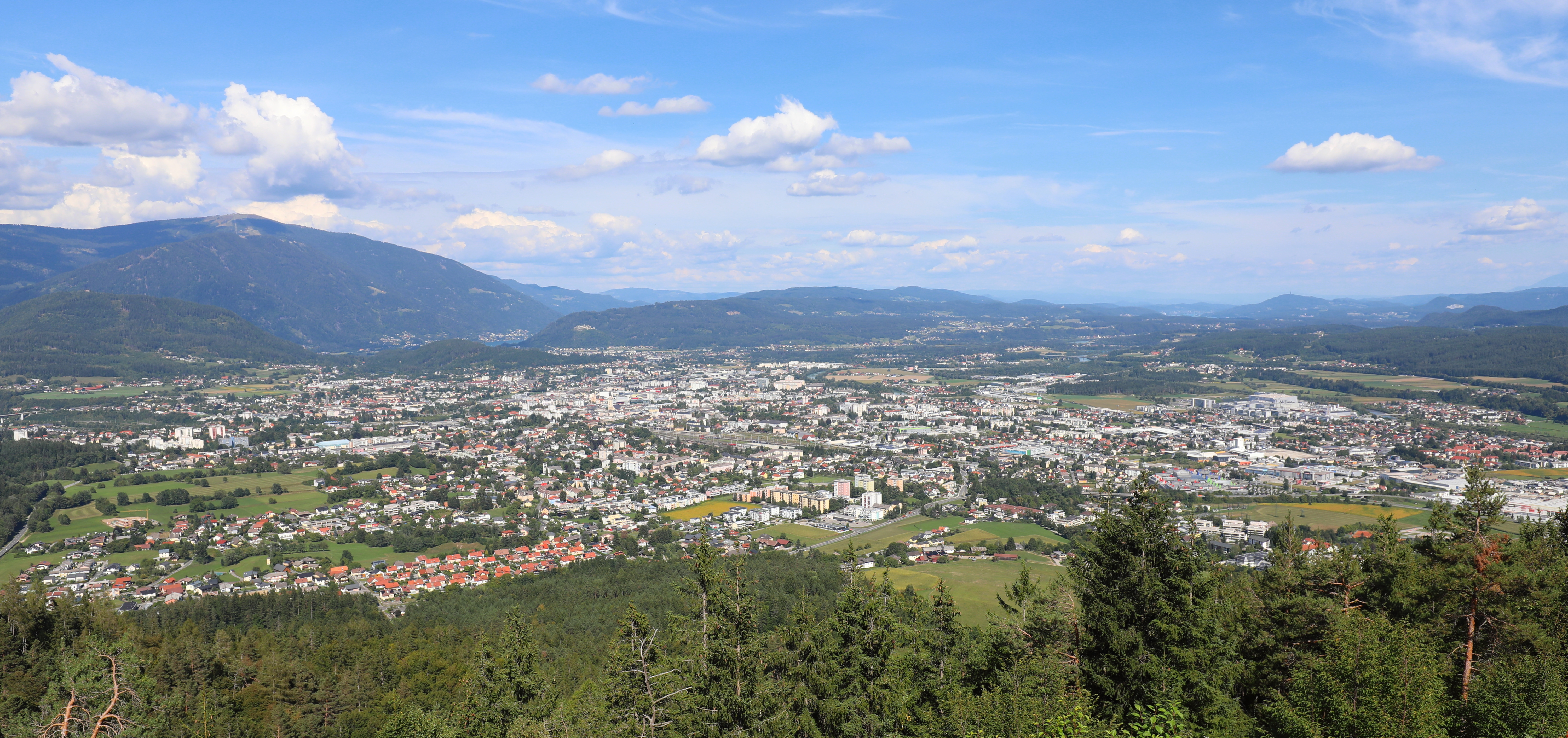
Vue de Villach depuis le Dobratsch.

La ville de Villach a une superficie de 134,99 km2. Elle est située à la bordure occidentale du bassin de Klagenfurt, à la confluence de la Drave avec la Gail. On trouve plusieurs lacs dans les environs de Villach, comme l'Ossiacher See et le Faaker See.
Villach, située à 501 mètres d'altitude, est entourée par les montagnes des Alpes de Gailtal, avec le massif du Dobratsch, et des Alpes de Gurktal, ainsi que les Karavanke, avec le mont Mittagskogel, au sud. En montagne se pratiquent le ski en hiver et la randonnée en été. La ville se trouve à une demi-heure en train ou en voiture de la frontière italienne, et de la frontière slovène au tunnel des Karawanken.

### Localités limitrophes
| Weißenstein  | Treffen am Ossiacher See  | Steindorf am Ossiacher See, Ossiach |
| Bad Bleiberg | Villach                   | Wernberg                            |
| Arnoldstein  | Finkenstein am Faaker See | Rosegg                              |

### Climat
| Mois                              | jan.  | fév.  | mars | avril | mai  | juin  | jui.  | août  | sep.  | oct.  | nov.  | déc.  | année   |
| --------------------------------- | ----- | ----- | ---- | ----- | ---- | ----- | ----- | ----- | ----- | ----- | ----- | ----- | ------- |
| Température minimale moyenne (°C) | −6,4  | −4,6  | −0,8 | 3,1   | 7,9  | 11,1  | 12,9  | 12,8  | 9,2   | 4,6   | −0,7  | −4,8  | 3,7     |
| Température moyenne (°C)          | −3,2  | −0,6  | 4    | 8,3   | 13,5 | 16,7  | 18,7  | 18,3  | 14,1  | 8,5   | 2,2   | −2,1  | 8,2     |
| Température maximale moyenne (°C) | 1,4   | 5,2   | 10,6 | 14,9  | 20,2 | 23,4  | 25,6  | 25,2  | 20,8  | 14,5  | 6,6   | 1,8   | 14,2    |
| Record de froid (°C)              | −25,2 | −24,4 | −18  | −6    | −5,4 | 2,4   | 2,9   | 3     | −1,6  | −8,3  | −17,6 | −20,3 | −25,2   |
| Record de chaleur (°C)            | 14,4  | 21,5  | 24,5 | 27,2  | 31,1 | 33,7  | 37,4  | 35,5  | 31    | 25,6  | 18    | 16,7  | 37,4    |
| Nombre de jours avec gel          | 28,7  | 24,1  | 16,6 | 5,5   | 0,3  | 0     | 0     | 0     | 0,2   | 4,4   | 16    | 26,4  | 122,2   |
| Précipitations (mm)               | 46,8  | 47,1  | 65,5 | 83,2  | 96,1 | 120,5 | 133,7 | 111,3 | 102,3 | 105,5 | 102,2 | 61,2  | 1 075,4 |
| dont neige (cm)                   | 19,9  | 22,6  | 11,1 | 4,4   | 1,3  | 0     | 0     | 0     | 0     | 0,9   | 11    | 22,3  | 93,5    |
| Record de pluie en 24 h (mm)      | 51    | 60    | 51   | 47    | 72   | 72    | 89    | 60    | 71    | 92    | 69    | 67    | 92      |
| Humidité relative (%)             | 72    | 58,8  | 51,8 | 48,4  | 48,7 | 50,2  | 49,8  | 50,8  | 54,5  | 59,7  | 69,7  | 76,1  | 57,5    |
| Nombre de jours avec grêle        | 0,14  | 0     | 0    | 0,07  | 0,1  | 0,1   | 0,27  | 0,13  | 0     | 0,03  | 0     | 0,07  | 0,91    |
| Nombre de jours d'orage           | 0,24  | 0,31  | 0,62 | 0,76  | 3,38 | 6,43  | 8,3   | 5,9   | 2,9   | 1,17  | 0,97  | 0,38  | 31,36   |

| Diagramme climatique                                  |             |              |             |             |               |               |               |              |              |              |             |
| J                                                     | F           | M            | A           | M           | J             | J             | A             | S            | O            | N            | D           |
| 1,4−6,446,8                                           | 5,2−4,647,1 | 10,6−0,865,5 | 14,93,183,2 | 20,27,996,1 | 23,411,1120,5 | 25,612,9133,7 | 25,212,8111,3 | 20,89,2102,3 | 14,54,6105,5 | 6,6−0,7102,2 | 1,8−4,861,2 |
| Moyennes : • Temp. maxi et mini °C • Précipitation mm |             |              |             |             |               |               |               |              |              |              |             |

### Quartiers et communes catastrales
- Bogenfeld
- Dobrova
- Drautschen
- Drobollach am Faaker See
- Duel
- Egg am Faaker See
- Goritschach
- Graschitz
- Gratschach
- Greuth
- Gritschach
- Großsattel
- Großvassach
- Heiligen Gestade
- Heiligengeist
- Kleinsattel
- Kleinvassach
- Kratschach
- Kumitz
- Landskron
- Maria Gail
- Mittewald ober dem Faaker See
- Mittewald ob Villach
- Neufellach
- Neulandskron
- Obere Fellach
- Oberfederaun
- Oberschütt
- Oberwollanig
- Pogöriach
- Prossowitsch
- Rennstein
- Serai
- St. Andrä
- St. Georgen
- St. Leonhard
- St. Magdalen
- St. Michael
- St. Niklas an der Drau
- St. Ruprecht
- St. Ulrich
- Tschinowitsch
- Turdanitsch
- Untere Fellach
- Unterfederaun
- Unterschütt
- Unterwollanig
- Urlaken
- Villach-Auen
- Villach-Innere Stadt
- Villach-Lind
- Villach-Seebach-Wasenboden
- Villach-St. Agathen und Perau
- Villach-St. Martin
- Villach-Völkendorf
- Villach-Warmbad-Judendorf
- Weißenbach
- Zauchen

## Urbanisme

### Occupation des sols
L'occupation des sols de la commune, telle qu'elle ressort de l'annuaire statistique de 2022 de la ville, est marquée par l'importance des territoires forestierss (55 %). La répartition détaillée en 2922 est la suivante :
- Espaces forestiers : 55 % ;
- Zones agricoles : 24 % ;
- Infrastructures de transports : 8 % ;
- Espaces aquatiques : 6 % ;
- Autres : 7 %.

| Année                         | 2022 (%) |
| ----------------------------- | -------- |
| Espaces forestiers            | 55       |
| Zones agricoles               | 24       |
| Infrastructures de transports | 8        |
| Espaces aquatiques            | 6        |
| Zones résidentielles          | 3        |
| Zones commerciales            | 2        |
| Autres                        | 2        |
| Total                         | 100,00 % |

### Voies de communication et transports

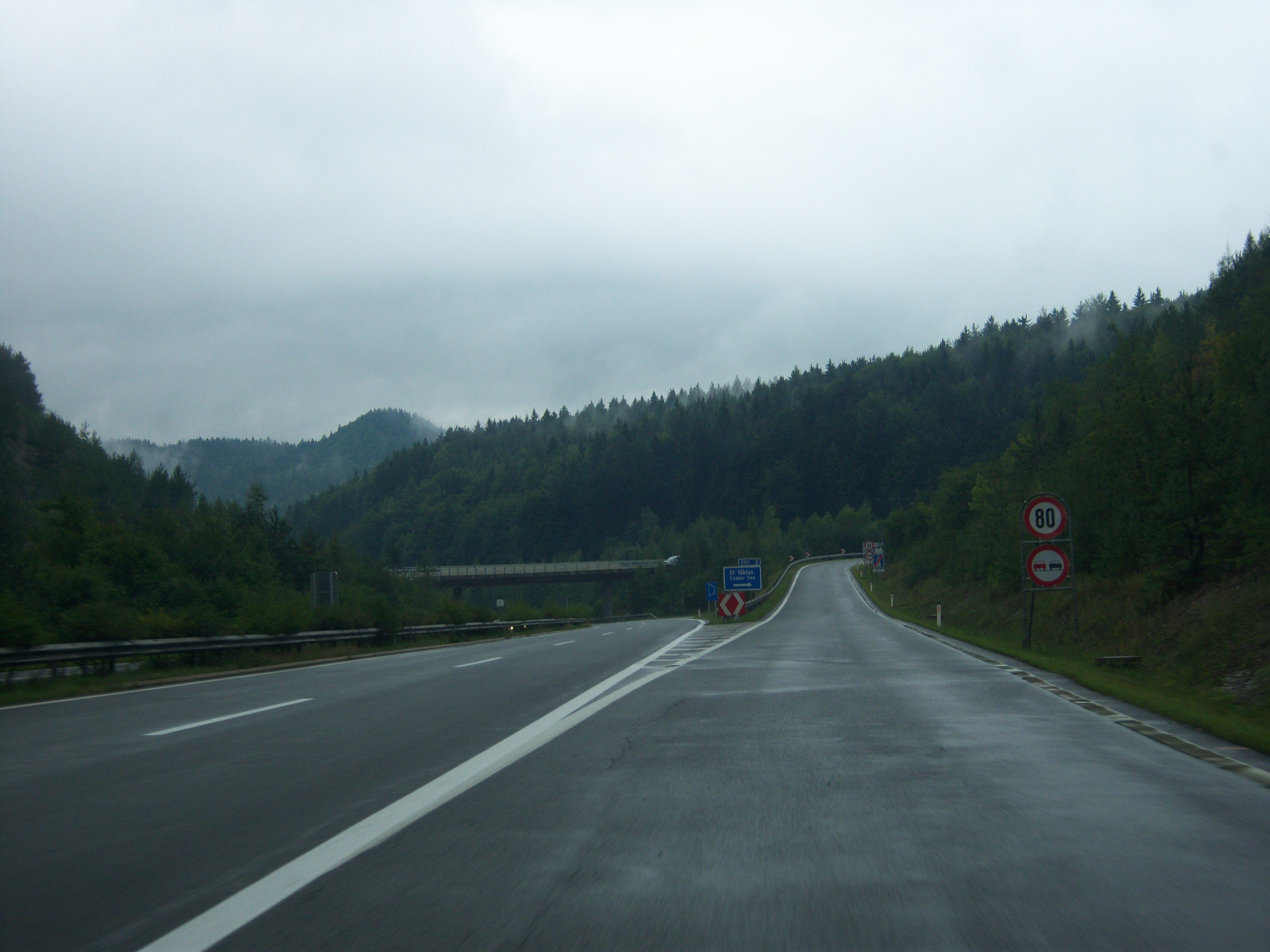
L'autoroute A11 près de Villach.

La gare centrale de Villach est un nœud ferroviaire à la croisée des lignes Vienne-Venise et Strasbourg-Belgrade. L'autoroute A2 qui relie Vienne à l'Italie y croise l'axe autoroutier de l'A10 (Tauern Autobahn) et de l'A11 (Karawanken Autobahn). Villach, « porte sud de l'Autriche », doit son activité au transit international. En outre, le réseau express régional de la S-Bahn de Carinthie est organisé autour des villes de Villach et Klagenfurt.

## Histoire

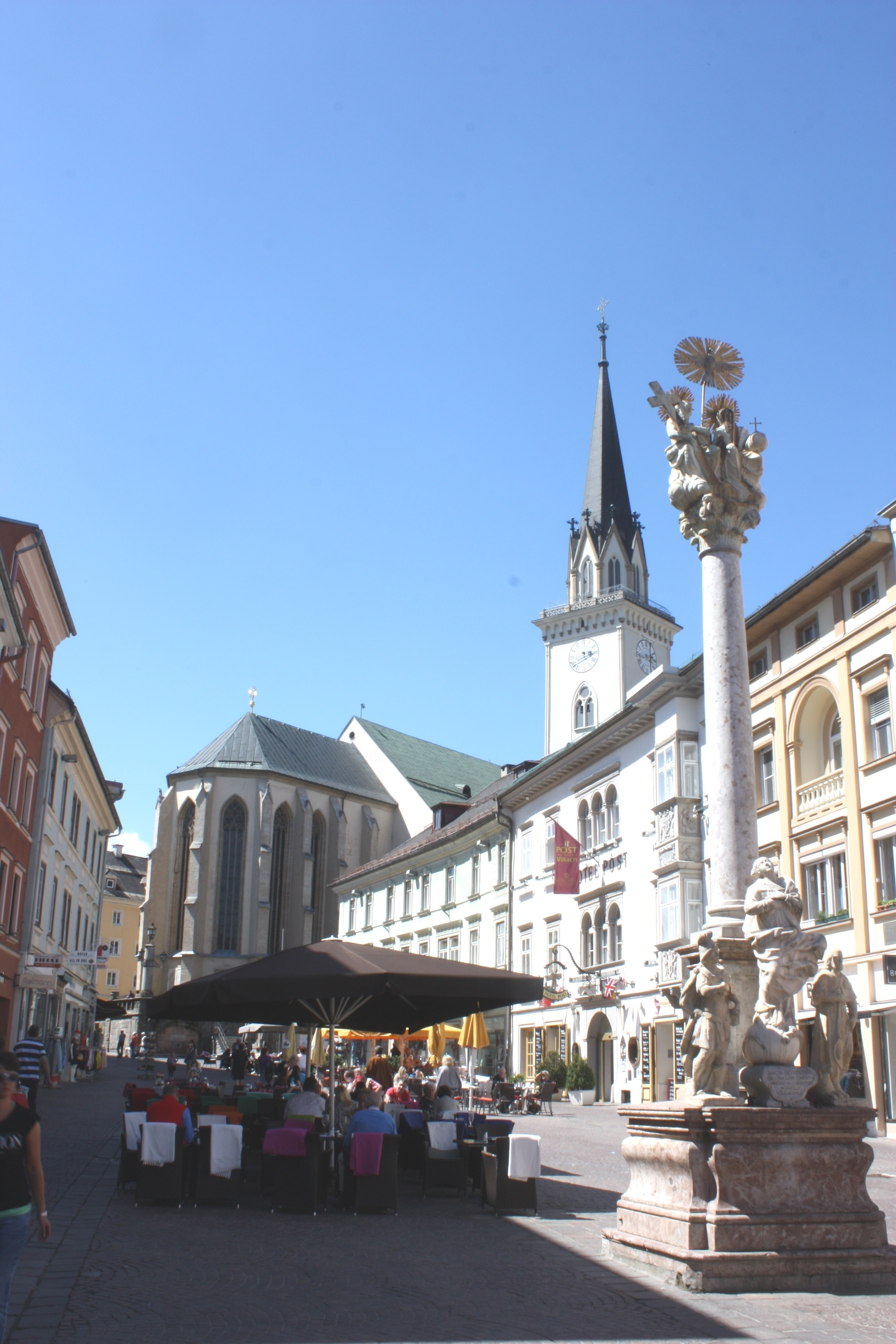
La place principale, avec l'église Saint-Jacques.

Les plus anciennes traces d'activité humaine trouvées à Villach remontent au Néolithique, de 3500 av. J.-C. à 1800 av. J.-C. Nombre de vestiges romains y ont été découverts, près de l'ancien lieu de Santicum. Au VIIe siècle, la région faisait partie de la principauté slave de Carantanie, arrivée sous l'égide des ducs de Bavière vers l'an 740.
Un pont sur la Drave au Uillach (dérivé du latin : villa) est evoqué la première fois en 878 dans un acte du roi carolingien Carloman de Bavière, ayant pour objet la donation d'une maison royale à Treffen. Le fief de Villach passa sous la dominion des évêques de Bamberg en 1007.
En 1040, Villach obtint le droit de tenir marché; le droit de cité est prouvé vers l'an 1240. Le 25 janvier 1348, un tremblement de terre détruit une grande partie de la ville ; il fut suivi d'un autre séisme destructeur en 1690, puis un autre en 1713. Il se produit alors plusieurs incendies dans Villach qui détruisent de nombreux bâtiments.
La ville a son premier maire au XVIe siècle. Elle devint protestante à partir de 1526; plus tard eut lieu la Contre-Réforme et de nombreux citoyens furent déplacés. Finalement, en 1759, l'ancien fief épiscopal de Villach fut acquis par l'impératrice Marie-Thérèse d'Autriche.
À l'époque de Napoléon, la région carinthienne autour de Villach est rattachée à l'Empire français, et devient le chef-lieu de la province de Villach, l'une des provinces illyriennes. La ville est reprise par les forces de l'Empire autrichien en 1813.
En 2025, la ville est le théâtre d'une attaque au couteau faisant un mort.

## Population
| 1869   | 1880   | 1890   | 1900   | 1910   | 1923   | 1934   | 1939   | 1951   |
| ------ | ------ | ------ | ------ | ------ | ------ | ------ | ------ | ------ |
| 11 304 | 13 061 | 15 950 | 19 263 | 27 451 | 30 883 | 34 085 | 36 012 | 43 358 |

| 1961   | 1971   | 1981   | 1991   | 2001   | 2006   | 2011   | 2017   | - |
| ------ | ------ | ------ | ------ | ------ | ------ | ------ | ------ | - |
| 47 140 | 51 112 | 52 692 | 56 640 | 57 497 | 58 422 | 59 285 | 61 879 | - |

## Patrimoine
- Ruines du château de Federaun.

## Fêtes
Plusieurs fêtes se déroulent au cours de l'année :
- le carnaval de Villach (qui commence le 11 novembre et se termine le 4 mars par le Fasching, durant trois jours de fête et une parade déguisée) ;
- le festival des arts et de l'artisanat ;
- le festival des arts de la rue (avec des représentations d'artistes et de chanteurs) ;
- le jour de l'église (Kirchtag en août, qui se déroule sur une semaine, on y trouve une fête foraine et divers stand de spécialités locales. Le centre-ville est alors fermé à la circulation) ;
- spectacles sur une scène le long de la Drave ;
- divers « Kirchtage » se déroulant tout l'été dans les différents quartiers de la ville ;
- le Ackern (au mois de Juillet, ou l'on trouve de la musique, et diverses bières et nourritures locales) ;
- Carinthischer Sommer. Ce festival musical se déroule à Villach et à Ossiach en juillet et en août. Il offre une gamme variée de représentations musicales, allant de la musique de chambre à l'opéra, en passant par le ballet et les marionnettes présentées en musique ;
- le marché de Noël durant le mois de décembre (avec divers stands de spécialités locales et ou l'on peut boire le célèbre vin chaud appelé « Glühwein »).

## Sport
La ville a accueilli les championnats du monde de cyclisme sur route en 1987.
L'EC Villacher SV est le club de hockey sur glace de la ville

## Politique et administration

### Maires
La première élection du maire de Villach a eu lieu en 1588 et a été remportée par Michael Grundtner. Les conseillers individuels se relayaient souvent au poste de maire, de sorte que la même personne était souvent élue maire plusieurs fois. Au Moyen Âge, les maires appartenaient au patriciat de la ville et aux XVIe et XVIIe siècles siècles suivants, ils appartenaient presque toujours à la classe commerciale et industrielle. 
Le maire occupe la plus haute fonction municipale et est élu directement tous les six ans par les habitants ayant le droit de vote. Günther Albel est le 91e maire de Villach depuis 2015. Son prédécesseur , Helmut Manzenreiter, était en fonction depuis 1987, faisant de lui le maire avec la plus longue mandature de l'histoire de la ville. 

### Jumelages
Les jumelages de Villach sont les suivants : 
| Ville | Ville    | Pays | Pays      | Période                     |
| ----- | -------- | ---- | --------- | --------------------------- |
|       | Bamberg  |      | Allemagne | depuis 1973                 |
|       | Kaposvár |      | Hongrie   |                             |
|       | Suresnes |      | France    |                             |
|       | Udine,   |      | Italie    | depuis le 15 septembre 1979 |

## Personnalités notables
nées à Villach
- Alex Antonitsch, champion de tennis
- Georges Bans, aéronaute et journaliste français
- Bruno Gironcoli, sculpteur
- Michael Grabner, joueur de hockey sur glace
- Martin Koch, sauteur à ski
- Paul Watzlawick, psychologue
- Ludwig Willroider, peintre
- Ernst Melchior, footballeur et entraîneur autrichien.
- Herwig Kircher, footballeur.
- Dieter Stappert, personnalité du sport automobile et motocycliste.
- Melissa Naschenweng, chanteuse.

autres
- Franz Benque

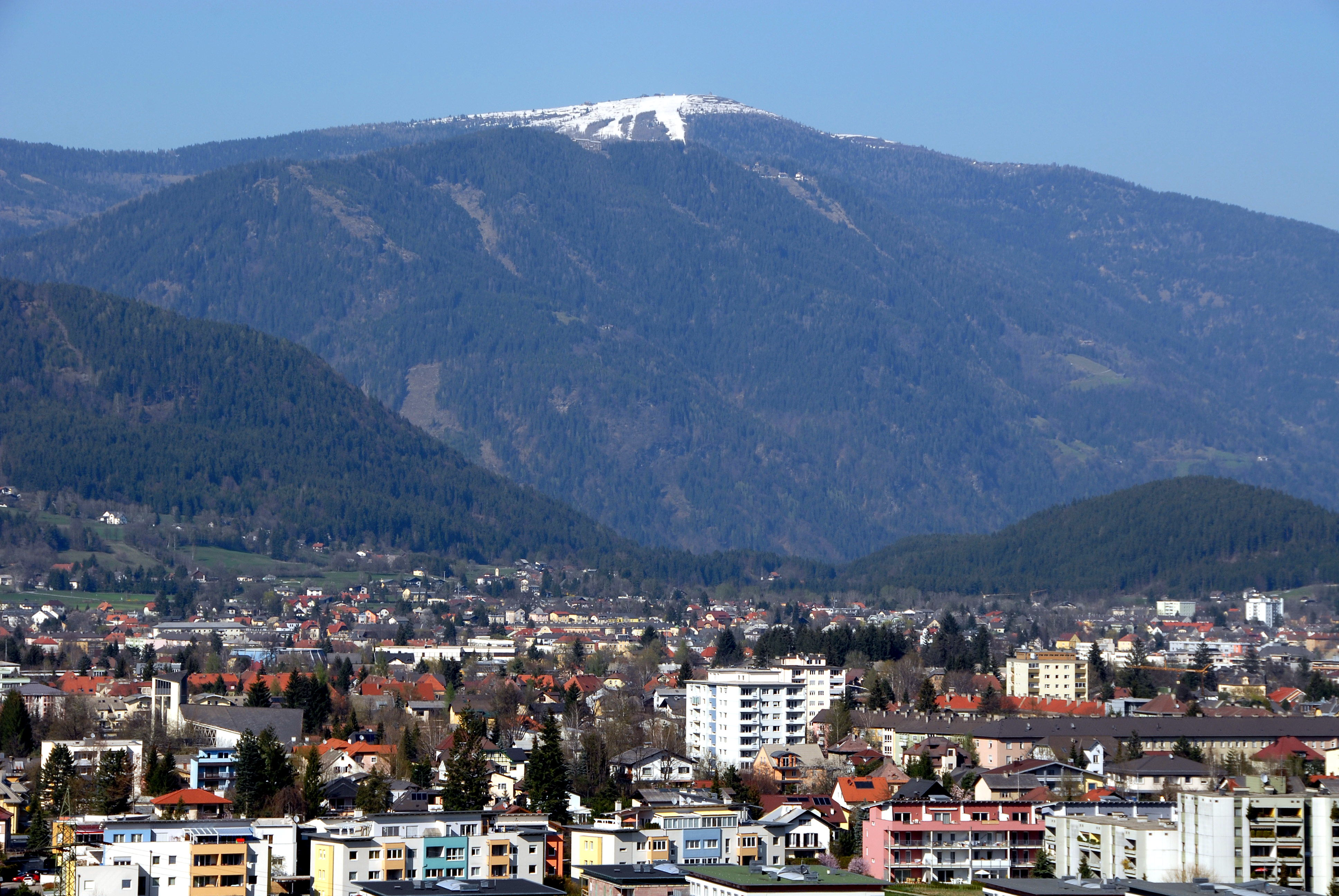
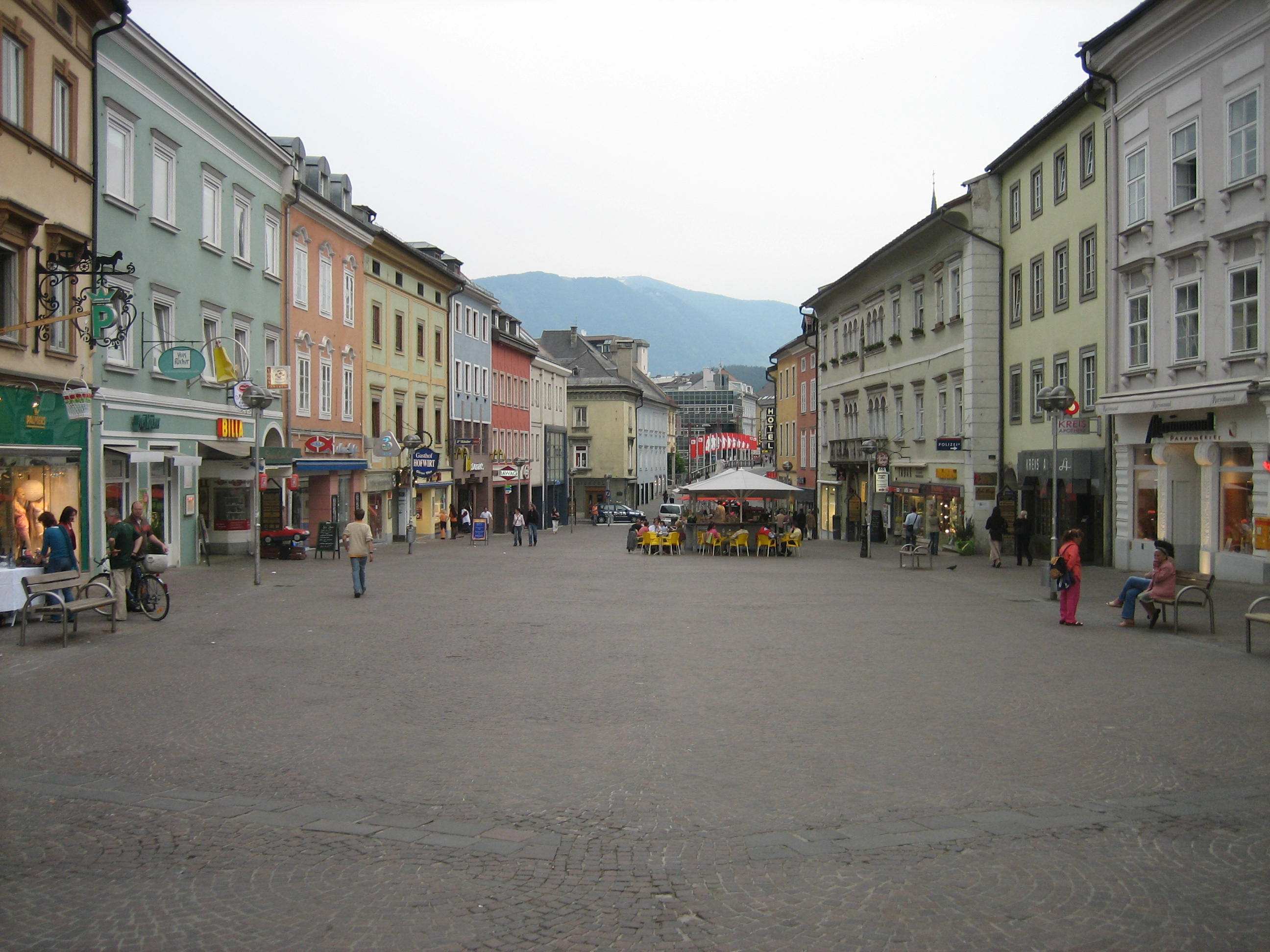
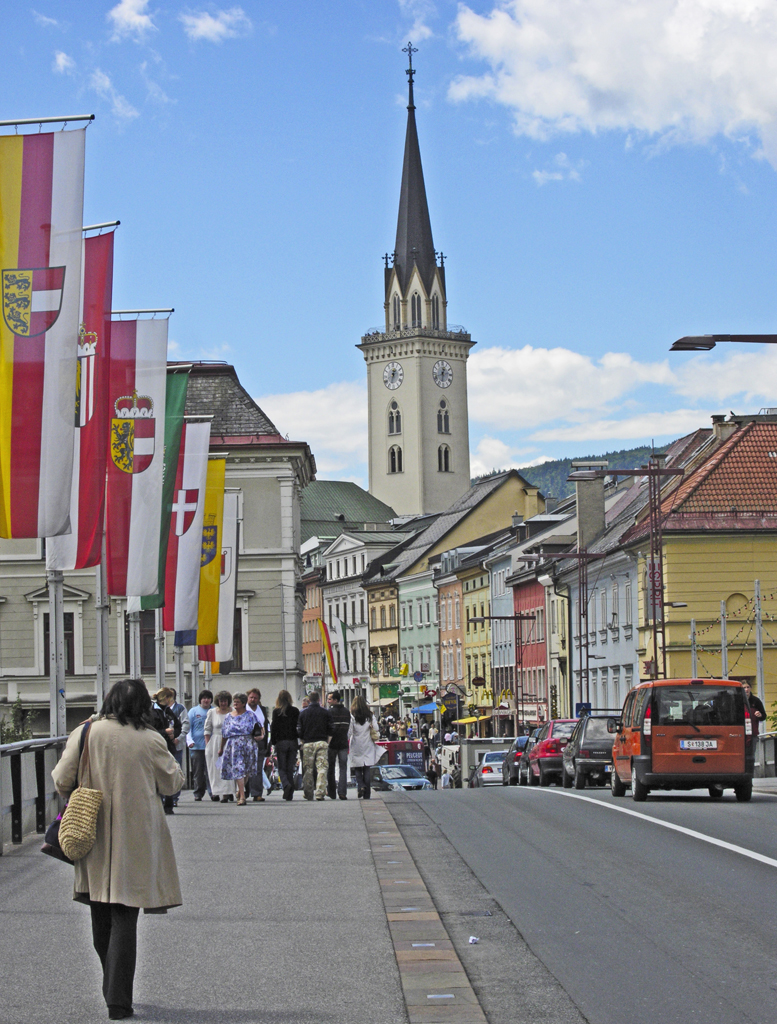
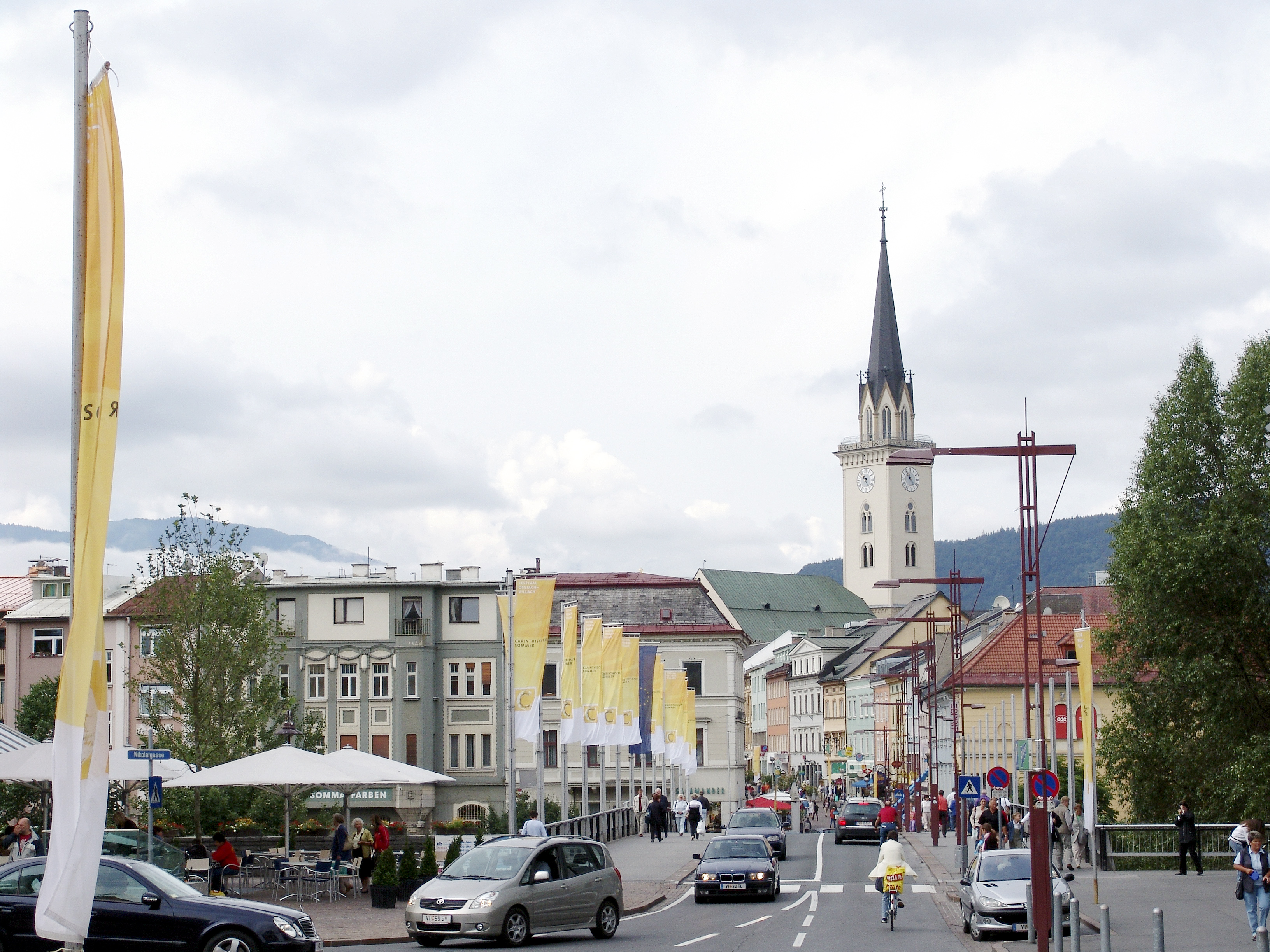
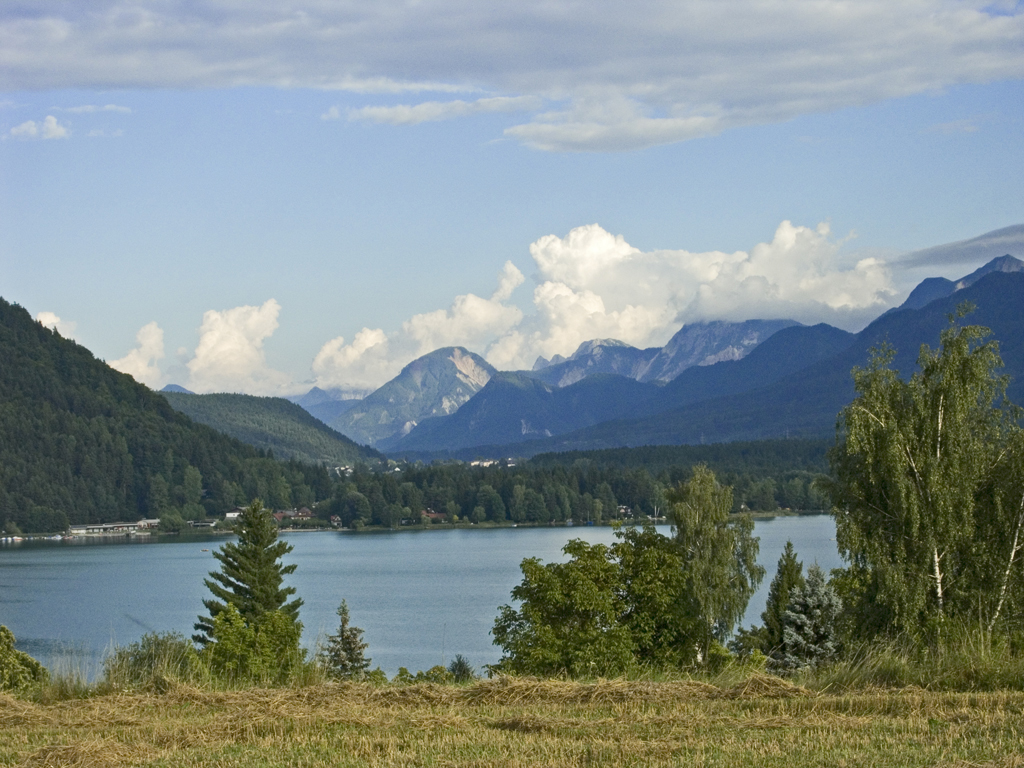
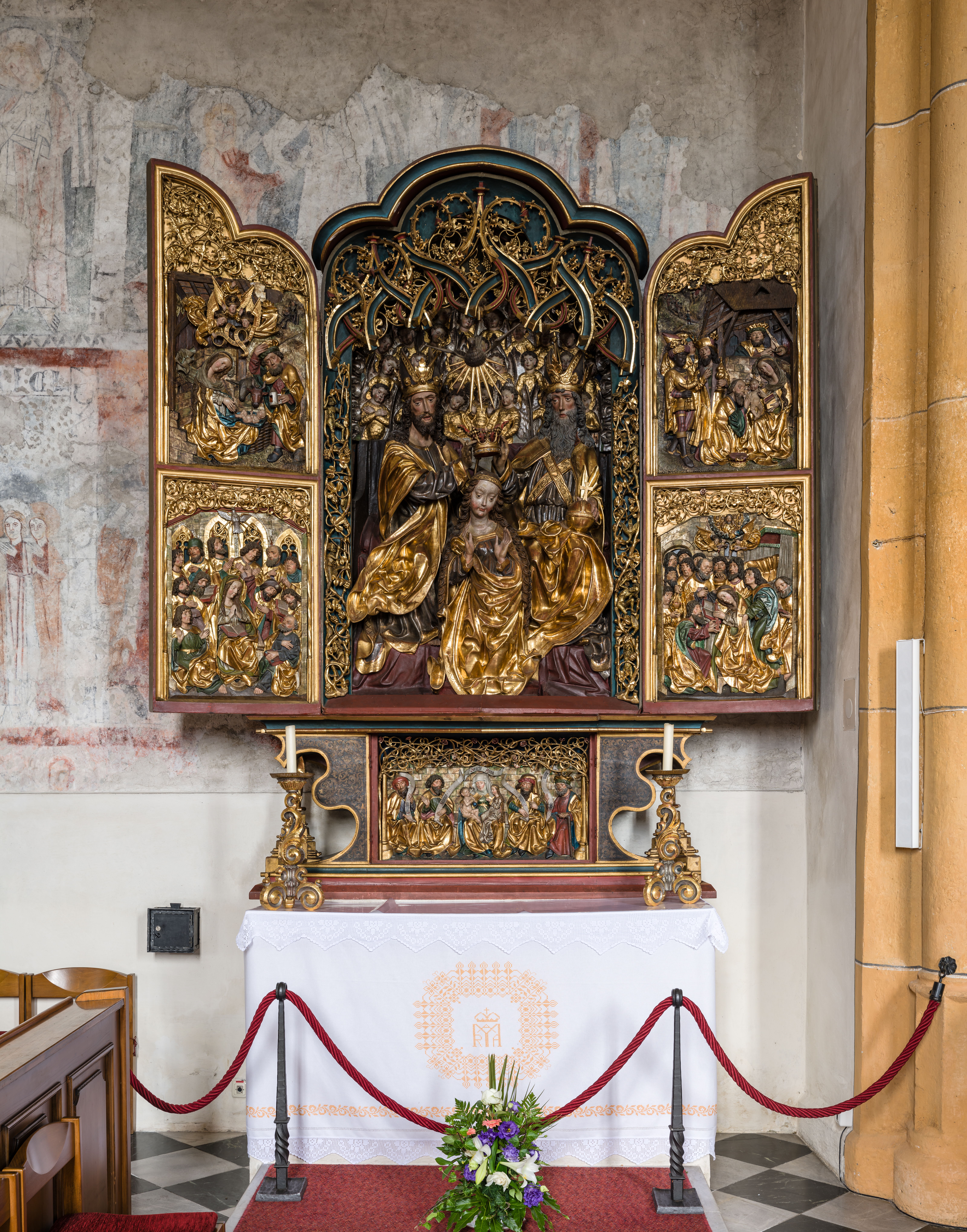
Dans l'église du quartier Maria Gail
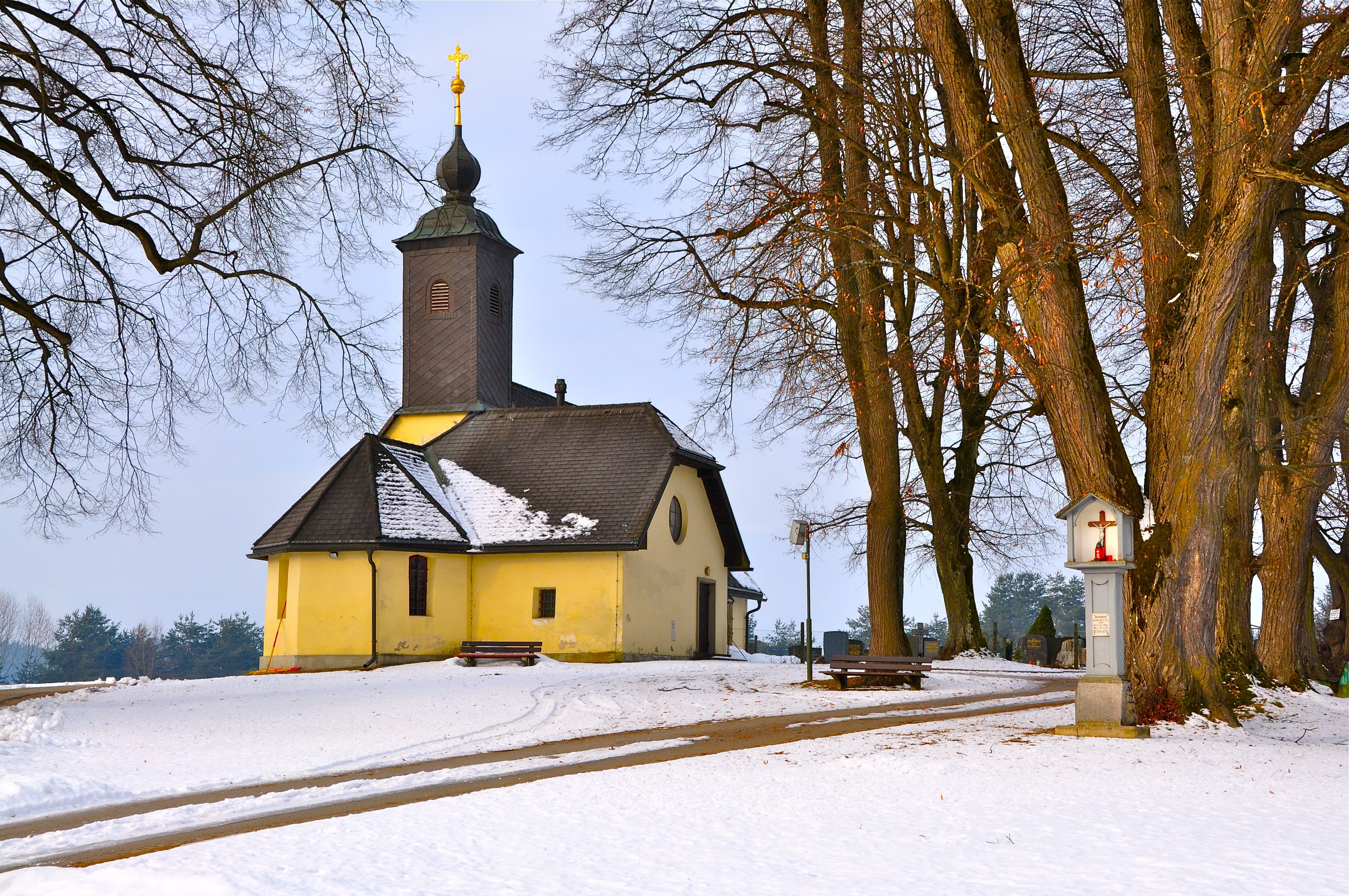
L'église saint Ulrich du quartier saint Ulrich à Villach.

## Pour approfondir